# Mamestra rufescens
Mamestra rufescens là một loài bướm đêm trong họ Noctuidae.